# Андийи (Иль-де-Франс)
Андийи (фр. Andilly) — муниципалитет во Франции, в регионе Иль-де-Франс, департамент Валь-д'Уаз. Население — 2 013 человека (1999).
Муниципалитет расположен на расстоянии около 17 км севернее Парижа, 18 км восточнее Сержи.

## Демография
Динамика населения (Cassini и INSEE):